# Famille Saglio
Pour les articles homonymes, voir Saglio (homonymie).
 (juin 2024).
Améliorez-le ou discutez des points à vérifier. 
La famille Saglio est une famille célèbre, d'origine italienne, fixée en France et aux États-Unis, et qui subsiste encore aussi en Italie.[réf. nécessaire]
Elle a donné des maîtres de forges et fait l'objet de plusieurs monographies généalogiques et historiques.

## Histoire
Les porteurs de ce nom en France ont de bonnes chances de se découvrir descendants du même ancêtre[réf. nécessaire] venu d'Italie en Alsace au milieu du XVIIIe siècle :
- Bernardo Saglio  (Plesio 1732 - Haguenau 1787)[1]. qui quitta le séminaire de Côme avant de finir ses études et vint installer à Haguenau un magasin de denrées coloniales italiennes. Bientôt il s'adonna à l'achat de racines de garance cultivées dans la région de Haguenau, à leur séchage, à leur réduction en poudre et à leur revente dans les villes textiles de France et d'Allemagne. Marié le 16 octobre 1758 à Strasbourg avec Marie Anne Piquet, il eut deux fils dont descendent tous les Saglio français :
  - François Joseph Saglio (Haguenau 1765 - Biblisheim 1813), négociant ;
  - Mathias Florent Saglio (Haguenau 1777 - Strasbourg 1841), député du Bas-Rhin en 1819.

## Principaux membres

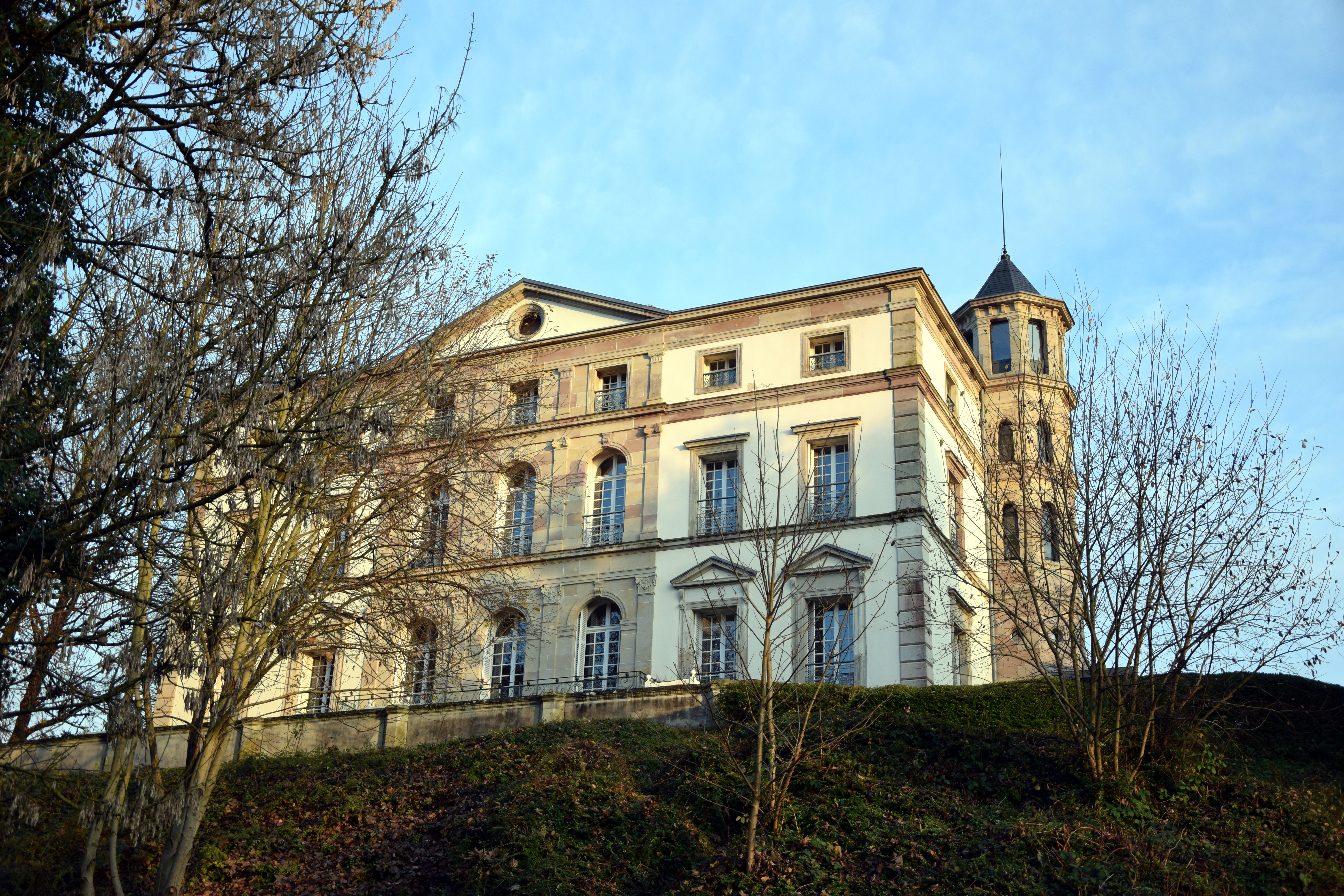
Château Saglio à Sevenans, ancienne propriété de Florent Saglio.

Le Dictionnaire des députés (1789-1889) mentionne trois députés du Bas-Rhin : 
- Florent Saglio (Haguenau 1777 - Strasbourg 1841), député du Bas-Rhin en 1819 ;
- Pierre-Michel-Bernardin Saglio (1759-1849), élu député en 1815 ;
- Pierre-François-Alphonse Saglio (Strasbourg 1812- 1875), maître de forges, député du Bas-Rhin en 1871.

Une rue Saglio à Strasbourg témoigne du rôle de la famille dans la politique locale au XIXe siècle. À Sevenans, le nom de château Saglio a été conservé pour le bâtiment administratif de l'Université de technologie de Belfort-Montbéliard (UTBM), construite autour de l'ancienne propriété de Florent Saglio (1835-1920). 
- abbé Bernardin Saglio (1761-1793), prêtre, prédicateur à la cathédrale et directeur au grand séminaire de Strasbourg, victime de la Révolution française ;
- Alfred Saglio (1823-1893), polytechnicien, ingénieur civil des mines, directeur général des Forges de Fourchambault.
- Edmond Saglio (1828-1911), archéologue, conservateur au musée du Louvre puis directeur du Musée de Cluny, connu surtout par le Dictionnaire des Antiquités grecques et romaines[4].
- Henry Saglio (1834-1885), directeur des Forges de Fourchambault.
- Camille Saglio  (Granville 1844 - 1904), ingénieur, directeur des Forges d'Audincourt[5] et peintre.
- Jean Fernand Saglio (1854-1927), attaché au ministère du Commerce, agent de change à Paris, président de la Société générale des Freins Lipkowski.
- Édouard Saglio (1868-1940), fils d'Edmond, artiste peintre (ami de René-Xavier Prinet[6]).
- André Saglio (1869-1929), autre fils d'Edmond, connu sous le nom de Jacques Drésa, commissaire du gouvernement français pour les expositions des Beaux-Arts de 1890 à 1921, Auteur de décors et costumes pour l’Opéra de Paris.

Aux États-Unis, le nom a été introduit par un immigrant italien du XIXe siècle et rendu célèbre par Henry Saglio dans l'industrie agro-alimentaire.